# Ahasver (1917)
Ahasver ist ein dreiteiliger, deutscher Stummfilm in Form eines phantastisch-mystischen Schauspiels aus dem Jahr 1917 von Robert Reinert mit Carl de Vogt in der Titelrolle.

## Handlung

### 1. Teil
Ahasver, die Versinnbildlichung des einst schuldig gewordenen, Ewigen Juden, erreicht auf seiner Wanderschaft durch die Zeit im Jahre 1400 während einer stürmischen Nacht die Pforten einer Burg, wird aber von den Pächtersleuten zunächst abgewiesen. Während draußen das Unwetter tobt, hat man Mitleid mit ihm und holt Ahasver in die geschützten Räume. Dort beginnt er von seiner Leidensgeschichte zu erzählen und warum er zu ewiger Ruhelosigkeit verdammt ist. Er schildert, wie er der Sage nach den vor seinem Hause in Jerusalem zusammenbrechenden Jesus Christus kaltherzig zurückgewiesen haben soll. Ahasver heiratet später die Tochter des Pächters, bringt aber, aufgrund des auf ihm lastenden Fluches, fortan nur noch großes Unglück über diese Familie. Und so muss er ruhelos weiterwandern.

### 2. Teil: Tragödie der Eifersucht
Als Nächstes lernt Ahasver auf seiner endlosen Wanderschaft, die zugleich Katharsis des von Sünde und Fehlbarkeit, Egoismus und Niedertracht, unlauterer Begierde und Eifersucht geprägten Menschen sein soll, den Grafen Gotheberg kennen. Dieser wurde zum Tode verurteilt und soll mittels einer Guillotine gerichtet werden. Ahasver kann ihn vor seinem blutigen Schicksal bewahren, entwickelt aber erotische Begierden gegenüber des Grafen Geliebter Eleonore. Es kommt, wie es kommen muss: Die beiden Männer geraten in Streit um die begehrte Frau, wobei der gräfliche Nebenbuhler im Kampf umkommt.

### 3. Teil: Das Gespenst der Vergangenheit
Seine nächste Station ist ein Bergwerk, dessen Direktor Ahasver wird. Er entdeckt im Ghetto ein hübsches junges Mädchen namens Johanna, nimmt es mit sich und gibt es einem Trödler zur Obhut. Johanna wächst heran und verliebt sich in Ahasvers Bergwerksingenieur Baumann. Und wieder verfällt Ahasver der Sünde: er begehrt des andern Weib. Er verführt Johanna und sorgt dafür, dass sein Konkurrent Baumann umkommt.

## Produktionsnotizen
Der Film wurde von Mai bis Juni 1917 in den Bioscop-Ateliers von Neubabelsberg gedreht. Alle drei Teile passierten die Filmzensur im August 1917 und wurden mit Jugendverbot belegt. Die Uraufführung von Teil 1 war am 21. September 1917, die beiden folgenden Teile mit den Untertiteln Tragödie der Eifersucht und Das Gespenst der Vergangenheit wurden im Folgemonat Oktober erstmals gezeigt. Alle drei Teile besaßen jeweils vier Akte. Der erste Teil besaß eine Länge von 1729 Metern Länge (etwa 63 Minuten). Der zweite Teil besaß eine Länge von 1526 Metern Länge (etwa 56 Minuten). Der dritte Teil besaß eine Länge von 1526 Metern Länge (etwa 56 Minuten). In Österreich-Ungarn liefen die drei Teile am 19. Oktober 1917, am 22. März und am 12. April 1918 an.
Die Filmbauten entwarf Robert A. Dietrich und wurden von Artur Günther ausgeführt. Hanns Lippmann war Herstellungsleiter.
1920 wurde von Ahasver eine einteilige Fassung hergestellt, die auf fünf Akte und knapp eine Stunde Spieldauer heruntergekürzt und wenig später (vermutlich nach dem Passieren der Filmzensur 1921) erneut in die deutschen Kinos gebracht wurde.

## Kritiken
„Alle Vorzüge die wir seinerzeit an dem gewaltigen Filmwerk "Homunculus" hervorgehoben haben, gelten auch für diesen Film... Auch die schauspielerischen Leistungen sind ausgezeichnet. Namentlich hervorzuheben ist der Hauptdarsteller Carl de Vogt. Schon durch sein düsteres Aeußeres scheint er für die Rolle des ewigen Juden wie geschaffen. Er versteht es auch vortrefflich, die furchtbare Seelenqual des Ruhelosen zum Ausdrucke zu bringen.“

In Paimann’s Filmlisten ist zu lesen: „Stoff sehr gut, Spiel, Photos und Szenerien ausgezeichnet. (Für feineres Publikum.)“
In Paimann’s Filmlisten ist zu lesen: „Stoff sehr mysteriös und für die großen Massen schwer verständlich. Spiel ausgezeichnet, Photos und Szenerie sehr gut. (Für feines Publikum.)“